# Seleção de alvos por inteligência artificial na Faixa de Gaza
Como parte da Guerra de Gaza, as Forças de Defesa de Israel (FDI) utilizam inteligência artificial para executar de forma rápida e automática grande parte do processo de determinação do que bombardear. Israel expandiu consideravelmente os bombardeios na Faixa de Gaza, que em guerras anteriores eram limitados pela escassez de alvos para a Força Aérea Israelense.
Essas ferramentas incluem o “Evangelho”, uma inteligência artificial que analisa automaticamente os dados de vigilância em busca de edifícios, equipamentos e pessoas que se acredita serem inimigos e, ao encontrá-los, recomenda alvos para bombardeio a um analista humano que pode então decidir se deve ou não repassá-los ao campo. Outra ferramenta é o “Lavanda”, um “banco de dados impulsionado por IA” que lista dezenas de milhares de homens palestinos ligados, por inteligência artificial, ao Hamas ou à Jihad Islâmica Palestina, e que também é utilizado para recomendação de alvos.
Críticos argumentaram que o uso dessas ferramentas de inteligência artificial coloca os civis em risco, desfoca a responsabilidade e resulta em violência militarmente desproporcional, violando o direito internacional humanitário.

## O Evangelho
Israel usa um sistema de inteligência artificial chamado “Habsora” ou “O Evangelho”, para determinar quais alvos a Força Aérea Israelense atacará. Ele fornece automaticamente uma recomendação de alvo para um analista humano, que decide se repassará a recomendação para os soldados no campo. As recomendações podem ser desde combatentes individuais, lançadores de foguetes, postos de comando do Hamas, até residências privadas de suspeitos de membros do Hamas ou da Jihad Islâmica.
A inteligência artificial pode processar informações muito mais rápido do que os humanos. O tenente-general aposentado Aviv Kohavi, chefe das Forças de Defesa de Israel até 2023, afirmou que o sistema poderia produzir 100 alvos de bombardeio em Gaza por dia, com recomendações em tempo real sobre quais atacar, enquanto analistas humanos poderiam produzir 50 alvos por ano. Um professor entrevistado pela NPR estimou esses números como 50–100 alvos em 300 dias para 20 oficiais de inteligência, e 200 alvos em 10–12 dias para o Evangelho.

### Contexto tecnológico
As inteligências artificiais, apesar do nome, não são capazes de pensar ou ter consciência. Em vez disso, são máquinas desenvolvidas para automatizar tarefas que os humanos realizam com inteligência por outros meios. O Evangelho utiliza o aprendizado de máquina, onde uma inteligência artificial é encarregada de identificar padrões em grandes quantidades de dados (por exemplo, exames de tecidos cancerosos, fotos de expressões faciais, vigilância de membros do Hamas identificados por analistas humanos) e, em seguida, busca esses pontos em comum em novos materiais.
Não se sabe quais informações o Evangelho utiliza, mas acredita-se que ele combine dados de vigilância de diversas fontes em enormes quantidades.
As recomendações são baseadas na correspondência de padrões. Uma pessoa com semelhanças suficientes com outras pessoas rotuladas como combatentes inimigos pode ser rotulada como combatente.
Em relação à adequação das inteligências artificiais para a tarefa, a NPR citou Heidy Khlaaf, diretora de engenharia de Garantia de Inteligência Artificial na empresa de segurança tecnológica Trail of Bits, dizendo que "os algoritmos de inteligência artificial são notoriamente falhos, com altas taxas de erro observadas em aplicações que exigem precisão, exatidão e segurança". Bianca Baggiarini, professora do Centro de Estudos Estratégicos e de Defesa da Universidade Nacional da Austrália escreveu que as inteligências artificiais são "mais eficazes em ambientes previsíveis, onde os conceitos são objetivos, razoavelmente estáveis e internamente consistentes". Ela contrastou isso com a diferenciação entre um combatente e um não combatente, o que nem mesmo os humanos frequentemente conseguem fazer.
Khlaaf destacou ainda que as decisões de um sistema desse tipo dependem inteiramente dos dados nos quais foi treinado e não se baseiam em raciocínio, evidências factuais ou causalidade, mas apenas em probabilidade estatística.

### Operação
A Força Aérea Israelense ficou sem alvos para atacar na guerra de 2014 e na crise de 2021. Em uma entrevista à France 24, o jornalista investigativo Yuval Abraham da +972 Magazine, afirmou que, para manter a pressão militar e devido à pressão política para continuar a guerra, o exército bombardeava os mesmos locais duas vezes. Desde então, a integração de ferramentas de inteligência artificial acelerou significativamente a seleção de alvos. No início de Novembro, as FDI declararam que mais de 12 000 alvos em Gaza tinham sido identificados pela divisão de administração de alvos, que utiliza o Evangelho. A NPR escreveu, em 14 de dezembro, que não estava claro quantos alvos do Evangelho haviam sido atingidos, mas que o exército israelense afirmou estar atualmente atacando até 250 alvos por dia. Os bombardeios também se intensificaram a um ritmo que o artigo de 14 de dezembro chamou de surpreendente: na época, o exército israelense declarou ter atingido mais de 22 000 alvos dentro de Gaza, a uma taxa diária mais que o dobro da do conflito de 2021, sendo mais de 3 500 deles desde o colapso do cessar-fogo em 1.º de dezembro. No início da ofensiva, o chefe da Força Aérea declarou que suas forças atacavam apenas alvos militares, mas acrescentou: "Não estamos sendo cirúrgicos".
Uma vez que uma recomendação é aceita, outra inteligência artificial, a Fábrica de Fogo, reduz o tempo de preparação do ataque de horas para minutos, calculando a carga de munições, priorizando e atribuindo alvos a aeronaves e drones, e propondo um cronograma. Segundo um artigo da Bloomberg publicado antes da guerra, essas ferramentas de inteligência artificial foram desenvolvidas especificamente para um confronto militar e uma guerra por procuração contra o Irã.
Uma mudança que o The Guardian observou é que, como os principais líderes do Hamas desaparecem em túneis no início de uma ofensiva, sistemas como o Evangelho permitiram que as FDI localizassem e atacassem um número muito maior de agentes juniores do Hamas. O jornal citou um oficial que trabalhou na seleção de alvos em operações anteriores em Gaza, afirmando que, enquanto as casas de membros juniores do Hamas anteriormente não eram alvos de bombardeio, ele acredita que agora as residências de suspeitos de ligação com o Hamas estão sendo atacadas independentemente da patente. Na entrevista à France 24, Abraham, da +972 Magazine, caracterizou isso como possibilitar a sistematização do lançamento de uma bomba de 900 kg em uma casa para matar uma única pessoa e todos ao seu redor — algo que antes era feito apenas contra um grupo muito pequeno de líderes seniores do Hamas. A NPR citou uma reportagem da +972 Magazine e sua publicação irmã Local Call afirmando que o sistema está sendo usado para fabricar alvos para que as forças militares israelenses possam continuar a bombardear Gaza em grande escala, punindo a população palestina em geral. A NPR observou que não verificou essa alegação e que não estava claro quantos alvos estão sendo gerados exclusivamente pela inteligência artificial, mas ressaltou que houve um aumento substancial no número de alvos, com um alto número de vítimas civis.
Em teoria, a combinação da velocidade de um computador para identificar oportunidades com o julgamento humano para avaliá-las pode permitir ataques mais precisos e reduzir o número de vítimas civis. O exército e a mídia israelenses têm enfatizado a minimização dos danos a não combatentes. No entanto, Richard Moyes, pesquisador e diretor da ONG Article 36, apontou para “a destruição generalizada de uma área urbana com armas explosivas pesadas” para questionar essas alegações. Já Lucy Suchman, professora emérita da Universidade de Lancaster, descreveu os bombardeios como “voltados para a máxima devastação da Faixa de Gaza”.
O The Guardian escreveu que, quando um ataque contra residências privadas de pessoas identificadas como combatentes do Hamas ou da Jihad Islâmica é autorizado, os analistas de alvos sabem antecipadamente o número estimado de civis que serão mortos. Cada alvo possui um arquivo com uma pontuação de danos colaterais, estipulando quantos civis provavelmente morrerão no ataque. Segundo uma fonte sênior do exército israelense, os agentes usam uma medição "muito precisa" da taxa de evacuação de civis de um prédio pouco antes de um ataque. “Usamos um algoritmo para avaliar quantos civis ainda estão no local. Ele nos dá um sinal verde, amarelo ou vermelho, como um semáforo.”

#### Uso em 2021
Kohavi comparou a divisão de alvos que utiliza o Evangelho a uma máquina e afirmou que, uma vez ativada na guerra de maio de 2021, ela gerou 100 alvos por dia, dos quais metade foi atacada, em contraste com os 50 alvos por ano em Gaza antes disso. Aproximadamente 200 dos 1 500 alvos atacados por Israel em Gaza durante a guerra vieram do Evangelho, incluindo tanto alvos estáticos quanto em movimento, segundo o exército.
O relatório pós-ação do Jewish Institute for National Security of America identificou um problema, afirmando que o sistema tinha dados sobre o que era um alvo, mas não tinha dados sobre o que não era. O sistema depende inteiramente de dados de treinamento, e as informações que os analistas humanos examinaram e consideraram não constituir um alvo foram descartadas, o que gerava o risco de viés. O vice-presidente expressou sua esperança de que isso tenha sido corrigido desde então.

### Organização
O Evangelho é usado pela divisão de administração de alvos do exército (também chamada Diretoria de Alvos ou Diretoria de Ataque), que foi criada em 2019 dentro da diretoria de inteligência das FDI para lidar com a escassez de alvos para bombardeio pela força aérea. Kohavi descreveu essa divisão como sendo “impulsionada por capacidades de inteligência artificial” e composta por centenas de oficiais e soldados. Além do seu papel em tempos de guerra, o The Guardian escreveu que ela ajudou as FDI a construir um banco de dados com entre 30 000 e 40 000 militantes suspeitos nos últimos anos e que sistemas como o Evangelho desempenharam um papel fundamental na elaboração de listas de indivíduos autorizados a serem assassinados.
O Evangelho foi desenvolvido pela Unidade 8200 do Corpo de Inteligência de Israel.

## Lavanda
O The Guardian definiu o Lavanda como um banco de dados baseado em inteligência artificial, segundo depoimentos de seis oficiais de inteligência dados à +972 Magazine/Local Call e compartilhados com o The Guardian. Os seis afirmaram que o Lavanda desempenhou um papel central na guerra, processando rapidamente dados para identificar potenciais combatentes juniores como alvos, chegando a listar até 37 000 homens palestinos que a inteligência artificial vinculou ao Hamas ou à Jihad Islâmica Palestina. Os detalhes sobre o funcionamento do Lavanda ou como ele chega às suas conclusões não foram incluídos nos relatos publicados pela +972/Local Call, mas, depois que uma amostra da lista apresentou uma taxa de precisão de 90%, as FDI aprovaram o uso amplo do sistema para recomendação de alvos. Segundo os oficiais, ele foi usado em conjunto com o Evangelho, que focava em prédios e estruturas em vez de indivíduos.
Citando várias fontes, o The Guardian escreveu que, em guerras anteriores, a identificação de alguém como um alvo legítimo era discutida e depois aprovada por um assessor jurídico. No entanto, após 7 de outubro, o processo foi dramaticamente acelerado, houve pressão por mais alvos e, para atender à demanda, as FDI passaram a depender fortemente do Lavanda como um banco de dados de indivíduos considerados como tendo as características de um militante do Hamas ou da Jihad Islâmica Palestina. O The Guardian citou uma fonte: “Eu investia 20 segundos para avaliar cada alvo nessa fase e aprovava dezenas deles todos os dias. Eu não tinha nenhum valor agregado como humano, além de ser um carimbo de aprovação. Isso economizava muito tempo”. Uma fonte que justificou o uso do Lavanda para ajudar a identificar alvos de baixa patente disse que, em tempos de guerra, não há tempo para revisar cuidadosamente o processo de identificação para cada alvo e, em vez de investir mão de obra e tempo em um militante júnior, “você está disposto a aceitar a margem de erro do uso da inteligência artificial”.
As FDI emitiram um comunicado afirmando que algumas das alegações retratadas são infundadas, enquanto outras refletem uma compreensão equivocada das diretrizes das FDI e do direito internacional. O comunicado também declarou que as FDI não utilizam um sistema de inteligência artificial que identifique a terroristas ou tente prever se uma pessoa é terrorista. Os sistemas de informação são apenas um dos tipos de ferramentas que auxiliam os analistas na coleta e análise otimizada de inteligência de diversas fontes para o processo de identificação de alvos militares. Segundo as diretrizes das FDI, os analistas devem realizar exames independentes para verificar se os alvos atendem às definições relevantes de acordo com o direito internacional e com as restrições adicionais das diretrizes das FDI.
O comunicado prosseguiu afirmando que o “sistema” em questão não é um sistema, nem uma lista de combatentes militares confirmados e elegíveis para ataque, mas apenas um banco de dados para cruzar fontes de inteligência a fim de produzir camadas atualizadas de informações sobre os combatentes de organizações terroristas.

## Ramificações éticas e legais
Especialistas em ética, inteligência artificial e direito internacional humanitário criticaram o uso desses sistemas de inteligência artificial sob perspectivas éticas e legais, argumentando que eles violam princípios básicos do direito internacional humanitário, como necessidade militar, proporcionalidade e a distinção entre combatentes e civis.

### Alegações de bombardeios em casas
O The Guardian citou os depoimentos de oficiais de inteligência publicados pelo +972 e Local Call, que afirmam que homens palestinos ligados à ala militar do Hamas eram considerados alvos potenciais, independentemente de sua patente ou importância. Além disso, membros de baixa patente do Hamas e da Jihad Islâmica Palestina seriam preferencialmente atacados em casa, com um dos oficiais dizendo que o sistema foi projetado para procurá-los nessas situações, quando o ataque seria muito mais fácil. Duas das fontes disseram que os ataques a militantes de baixa patente eram normalmente realizados com bombas não guiadas, destruindo casas inteiras e matando todos dentro dela. Uma delas explicou que não se queria desperdiçar bombas caras e em quantidade limitada com pessoas sem importância. Citando especialistas em conflito, o The Guardian escreveu que, se Israel tem usado bombas não guiadas para destruir as casas de milhares de palestinos vinculados por inteligência artificial a grupos militantes em Gaza, isso poderia ajudar a explicar o que o jornal chamou de número de mortos chocantemente alto na guerra. Um oficial israelense, em declaração ao +972, também afirmou que o programa israelense “Onde está o Papai?” rastreou supostos militantes até que eles voltassem para casa, momento em que “as FDI os bombardeavam em suas casas sem hesitação, como primeira opção. É muito mais fácil bombardear a casa de uma família”.
A resposta das FDI à publicação dos testemunhos afirmou que, ao contrário do Hamas, elas estão comprometidas com o direito internacional e atacam apenas alvos militares e agentes militares, fazendo isso de acordo com os princípios de proporcionalidade e precaução, além de examinar e investigar minuciosamente as exceções; que um membro de um grupo armado organizado ou um participante direto das hostilidades é um alvo legítimo segundo o direito internacional humanitário e a política de todos os países que obedecem à lei; que “faz diversos esforços para reduzir os danos aos civis na medida do possível, considerando as circunstâncias operacionais vigentes no momento do ataque”; que escolhe a munição apropriada de acordo com considerações operacionais e humanitárias; que munições aéreas sem um kit de guia de precisão integrado fazem parte do armamento padrão de exércitos desenvolvidos; que os sistemas a bordo das aeronaves, operados por pilotos treinados, garantem alta precisão dessas armas; e que a grande maioria das munições utilizadas são guiadas com precisão.
Casas de família também foram atingidas no sul do Líbano, em uma área residencial de Bint Jbeil, matando dois irmãos, Ali Ahmed Bazzi e Ibrahim Bazzi (27), e a esposa de Ibrahim, Shorouq Hammond. Os irmãos eram cidadãos australianos; Ali morava na região, enquanto Ibrahim estava visitando de Sydney para levar sua esposa de volta para a Austrália. O Hezbollah reivindicou Ali como um dos seus combatentes, e também incluiu os familiares civis em um funeral do grupo.

### Alegações de limites pré-autorizados para mortes de civis
De acordo com os depoimentos, as IDF impuseram limites pré-autorizados sobre quantos civis poderiam ser mortos para eliminar um militante do Hamas. O The Guardian citou o +972 e a Local Call, que relataram que esse número ultrapassava 100 para líderes de alto escalão do Hamas, com uma das fontes dizendo que havia um cálculo para quantos civis poderiam ser mortos para atingir um comandante de brigada, quantos para um comandante de batalhão e assim por diante. Um dos oficiais disse que, para militantes de nível mais baixo, esse número era de 15 na primeira semana da guerra e, em determinado momento, chegou a ser de apenas cinco. Outro afirmou que o número chegou a ser de até 20 civis não envolvidos para eliminar um militante, independentemente de sua patente, importância militar ou idade. O The Guardian escreveu que especialistas em direito internacional humanitário que falaram com o jornal expressaram preocupação.
A resposta das FDI afirmou que seus procedimentos exigem a avaliação da vantagem militar antecipada e dos danos colaterais para cada alvo, que tais avaliações são feitas individualmente, não de forma categórica, que as FDI não realizam ataques quando o dano colateral é excessivo em relação à vantagem militar, e que rejeitam completamente a alegação de qualquer política para matar dezenas de milhares de pessoas em suas casas.

### Limites da revisão humana
O The Guardian citou Moyes dizendo que um comandante que recebe uma lista de alvos gerada por computador pode não saber como essa lista foi criada ou ser capaz de questionar as recomendações de alvos, correndo o risco de perder a capacidade de considerar significativamente o risco de danos civis.
Em artigo de opinião no Le Monde, a repórter Élise Vincent escreveu que as “armas automatizadas” se dividem em sistemas totalmente automatizados — que não estão realmente disponíveis no mercado —, e armas autônomas letais, que, em princípio, permitem o controle humano. Segundo ela, essa divisão permite que Israel afirme que o Evangelho se enquadra no uso mais apropriado da força. Ela citou Laure de Roucy-Rochegonde, pesquisadora do Institut français des relations internationales, dizendo que a guerra pode tornar obsoletas essas categorias confusas e impulsionar uma definição regulatória mais rigorosa, baseada em um controle humano significativo, algo que ativistas de direitos humanos, incluindo a organização Article 36, têm defendido. Vincent citou de Roucy-Rochegonde afirmando que não se sabe que tipo de algoritmo o exército israelense utiliza, nem como os dados são agregados, o que não seria um problema se não resultasse em decisões de vida ou morte.

### Diligência
A Dra. Marta Bo, pesquisadora do Instituto Internacional de Investigação para a Paz de Estocolmo, observou que os humanos no modelo human-in-the-loop [en] correm o risco de sofrer de “viés de automação”: uma dependência excessiva dos sistemas, concedendo-lhes influência demasiada sobre decisões que deveriam ser tomadas por humanos.
Suchman observou que o enorme volume de alvos provavelmente está colocando pressão sobre os revisores humanos, afirmando que “diante desse tipo de aceleração, essas revisões tornam-se cada vez mais limitadas em termos do tipo de julgamento que as pessoas podem realmente exercer”. Tal Mimran, professor da Universidade Hebraica em Jerusalém que já trabalhou com o governo em questões de seleção de alvos, acrescentou que essa pressão torna os analistas mais propensos a aceitar as recomendações de ataque da inteligência artificial, independentemente de estarem corretas. Ele também destacou que pode haver a tentação de facilitar seu próprio trabalho ao simplesmente seguir as sugestões da máquina, o que poderia criar “um nível totalmente novo de problemas” caso o sistema esteja identificando alvos de forma sistematicamente errada.

### Responsabilidade
Khlaaf destacou a dificuldade de buscar responsabilização quando inteligências artificiais estão envolvidas. Os humanos continuam sendo culpáveis, mas quem é responsável se o sistema de seleção de alvos falhar e for impossível rastrear a falha até um erro específico de uma única pessoa? O artigo da NPR prosseguiu: “Foi o analista que aceitou a recomendação da inteligência artificial? Os programadores que criaram o sistema? Os oficiais de inteligência que coletaram os dados de treinamento?”.

## Reações
O Secretário-Geral das Nações Unidas, António Guterres, disse estar “profundamente preocupado” com os relatos de que Israel utilizou inteligência artificial na sua campanha militar em Gaza, afirmando que a prática coloca civis em risco e obscurece a responsabilização. Falando sobre o sistema Lavanda, Marc Owen Jones, professor da Universidade Hamad Bin Khalifa, declarou: “Sejamos claros: este é um genocídio impulsionado por inteligência artificial e, daqui para frente, é necessário um apelo por uma moratória sobre o uso de inteligência artificial na guerra. Ben Saul, relator especial das Nações Unidas, declarou que, se os relatos sobre o uso de inteligência artificial por Israel forem verdadeiros, “muitos dos ataques israelenses em Gaza constituiriam crimes de guerra por serem ataques desproporcionais”. Ramesh Srinivasan, um professor da UCLA, declarou: "As grandes empresas de tecnologia dos Estados Unidos estão, na verdade, alinhadas com muitas das ações militares israelenses. O fato de que sistemas de inteligência artificial estão sendo usados indica que há uma falta de consideração por parte do Estado israelense. Todos sabem que esses sistemas de inteligência artificial cometem erros”.